# Ligne du Quéroy-Pranzac à Thiviers
(Angoulême - Nontron - Thiviers)
La ligne du Quéroy-Pranzac à Thiviers est une ligne ferroviaire française non électrifiée, à écartement standard et à voie unique presque totalement déclassée, qui reliait les gares du Quéroy-Pranzac (Charente), à l'est d'Angoulême, située sur la ligne de Limoges-Bénédictins à Angoulême, et de Thiviers, sur la ligne de Limoges-Bénédictins à Périgueux, en desservant notamment Nontron, dans le Périgord vert. 
Cette ligne constituait le maillon occidental de la liaison ferroviaire entre Angoulême et Brive.
Elle figure toujours dans la nomenclature du réseau ferré national sous le no 617 000. Seul un tronçon de 2,7 km reste exploité du côté de Thiviers.

## Historique
La ligne du Quéroy-Pranzac à Nontron est concédée à titre éventuel à la Compagnie des chemins de fer des Charentes par une convention signée entre le ministre des Travaux publics et la compagnie le 18 juillet 1868. Cette convention est approuvée par décret impérial à la même date. Elle est déclarée d'utilité publique par un décret impérial du 6 avril 1870, rendant ainsi la concession définitive. En 1878, la ligne passe aux Chemins de fer de l'État, qui ont absorbé la Compagnie des Charentes. La ligne du Quéroy-Pranzac à Nontron est cédée par l'État à la Compagnie du chemin de fer de Paris à Orléans (PO) par une convention signée entre le ministre des Travaux publics et la compagnie le 28 juin 1883. Cette convention est approuvée par une loi le 20 novembre suivant.
La loi du 17 juillet 1879 (dite plan Freycinet) portant classement de 181 lignes de chemin de fer dans le réseau des chemins de fer d’intérêt général retient en n° 97, une ligne de « Nontron à ou près Sarlat, en passant par ou près Thiviers, Villac et Condat, avec embranchement d'Hautefort à un point à déterminer entre Objat et Brive (entraînant la suppression de la ligne de Nontron à Périgueux) ». Cette ligne est déclarée d'utilité publique par une loi le 28 juillet 1881. La ligne de Nontron à Thiviers, première partie de cet itinéraire, est concédée à titre définitif par l'État à la Compagnie du chemin de fer de Paris à Orléans par une convention signée entre le Ministre des travaux publics et la compagnie le 28 juin 1883. Cette convention est approuvée par une loi le 20 novembre suivant. (concession qui s'étendait jusqu'au Burg au nord de Varetz). 
Elle a été ouverte à l'exploitation de manière successive :
- Le Quéroy-Pranzac - Saint-Martin-le-Pin (PK 504,516 à 533,356) : 30 décembre 1881
- Saint-Martin-le-Pin - Nontron (extension depuis PK 533,356 à 539,461) : 5 août 1883
- Nontron - Thiviers (PK 539,461 à 566,870) : 30 mai 1892

Le 27 juin 1940, la ligne était fermée au trafic des voyageurs, mais un service voyageurs sera maintenu entre Thiviers et Marthon durant quasiment toute la durée de la guerre.  
La fermeture au trafic des marchandises s'est échelonnée de la manière suivante :
- De Nontron à Saint-Pardoux-la-Rivière (PK 540,600 à 546,600) : 18 mai 1952
- De Saint-Pardoux-la-Rivière aux Carrières de Planeaux de Thiviers (PK 546,600 à 564,500) : 1er février 1971[8]
- De Marthon à Nontron (PK 518,200 à 540,600) : 31 octobre 1971
- Du Quéroy-Pranzac à Marthon (PK 501,234 à 518,200) : 1984

La ligne sera enfin déclassée dans sa presque totalité par quatre décrets successifs :
- De Nontron à Saint-Pardoux-la-Rivière (PK 540,600 à 546,600), le 7 décembre 1965[9] ;
- De Marthon à Nontron (PK 518,200 à 540,600), le 18 février 1976[10] ;
- De Saint-Pardoux-la-Rivière à Thiviers (PK 546,600 à 564,500), le 22 février 1991[11] ;
- Du Quéroy-Pranzac à Marthon (PK 501,234 à 518,200), le 9 décembre 1992[12].

## Aménagement

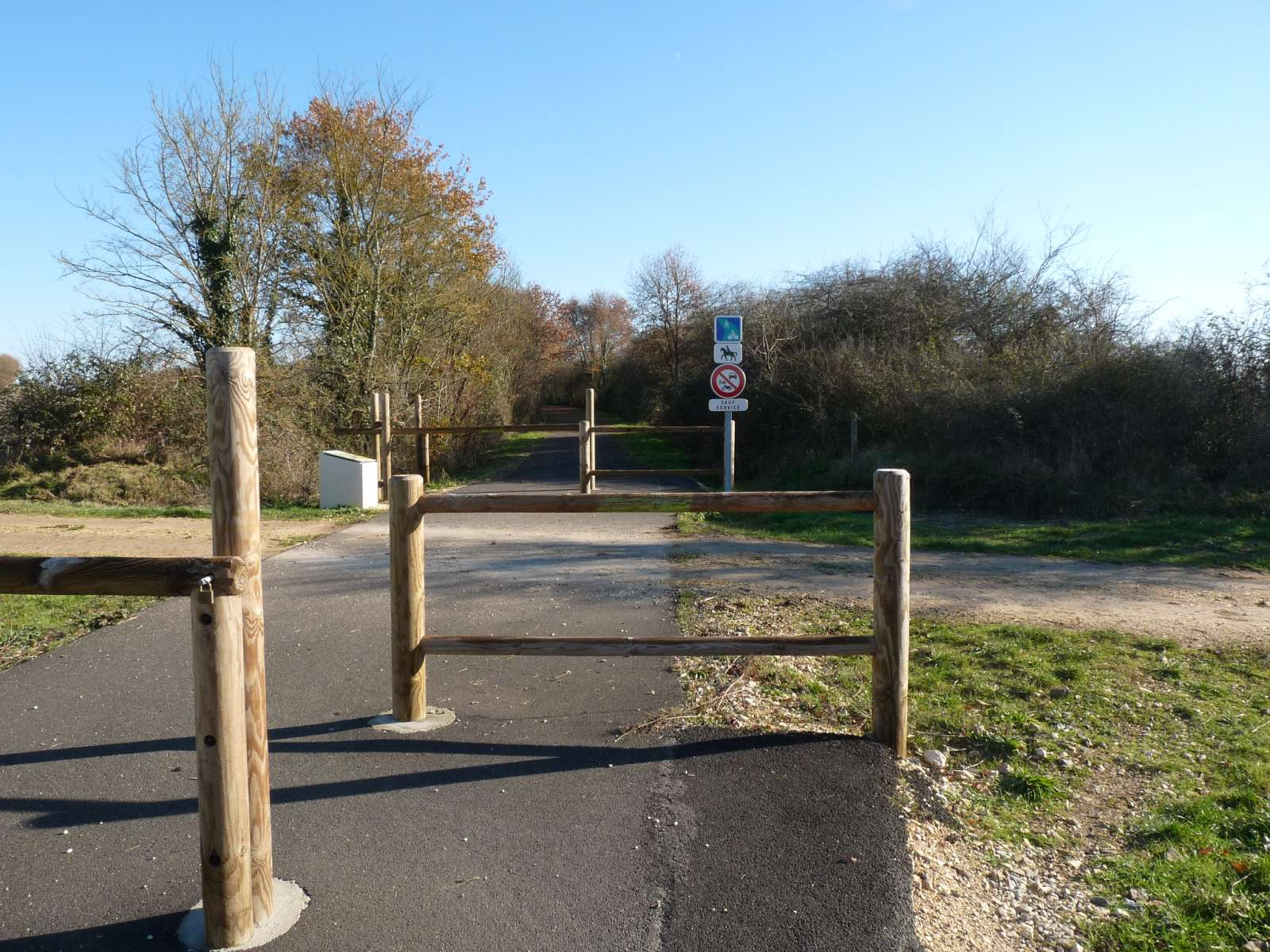
La piste à Pranzac.

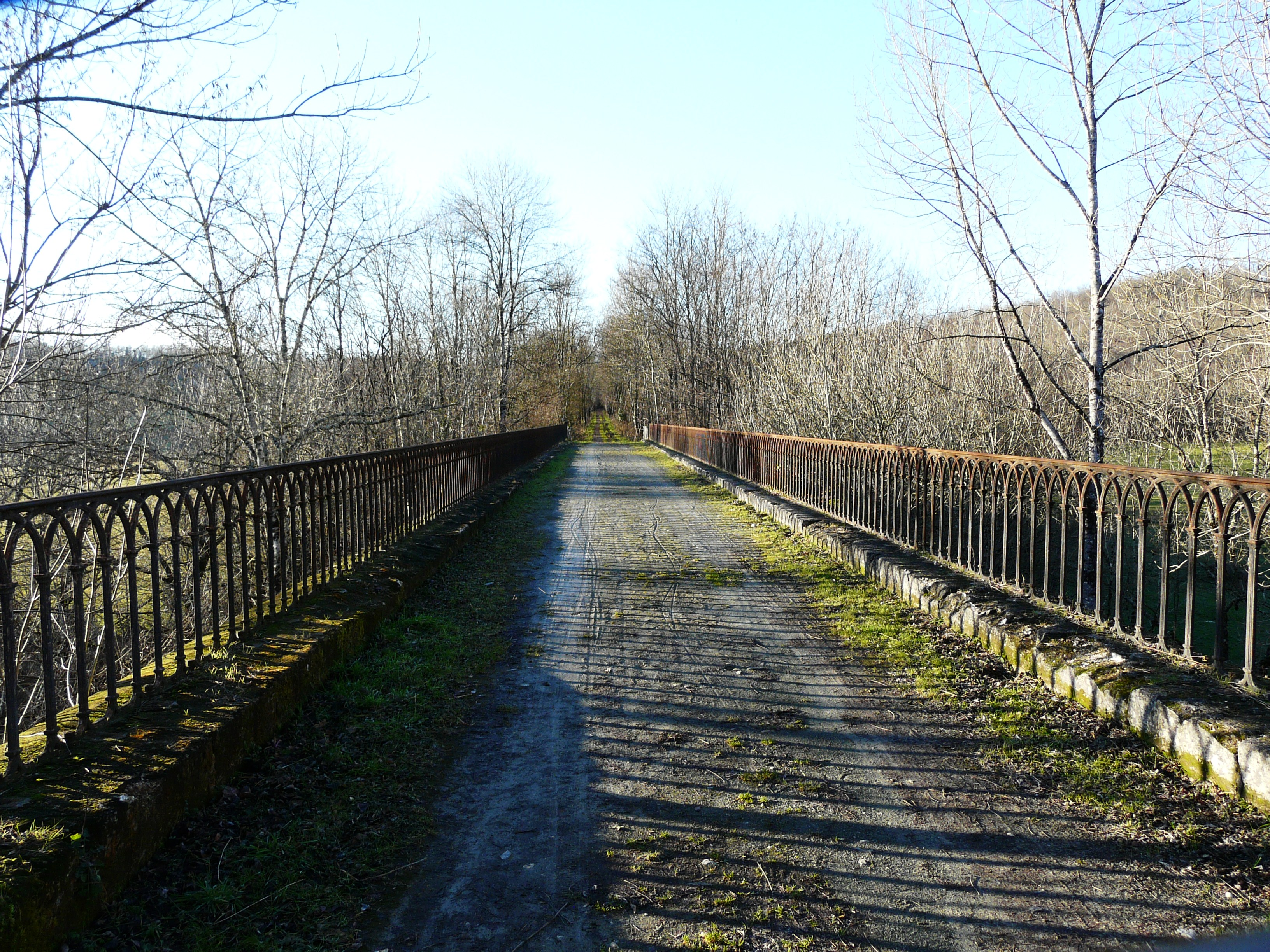
Voie verte à Saint-Jean-de-Côle : le pont sur la Côle.

La voie est aménagée en piste cyclable dans sa partie charentaise, entre Pranzac et Feuillade. Le réaménagement est en cours jusqu'à Nontron (section Javerlhac - Nontron effective en 2023). Le tronçon entre Nontron et Saint-Pardoux-la-Rivière a été achevé en 2024, avec de courtes déviations là où la plate-forme de voie a été éliminée.
En Dordogne, entre Saint-Pardoux-la-Rivière et les carrières de Planeaulx à Thiviers, elle est aménagée en voie verte en 2000-2001.
En octobre 2016 est inauguré le « Sentier de la loco », un tronçon aménagé en sentier d'interprétation entre Saint-Jean-de-Côle et Saint-Romain-et-Saint-Clément.
Depuis 2020, la piste cyclable et la voie verte font partie de l'itinéraire de 290 km Flow Vélo aménagé entre Thiviers et l'île d'Aix,.